# Adenophora lamarckii
Adenophora lamarckii là loài thực vật có hoa trong họ Hoa chuông. Loài này được Fisch. mô tả khoa học đầu tiên năm 1823.